# António Vicente
António Pedro Vicente (Caldas da Rainha, Portugal, 2 de fevereiro de 1988) é um escritor e poeta português.

## Biografia
A sua paixão pela escrita nasceu no ensino básico, com a leitura dos primeiros poemas. Com cerca de 15 anos, começou a escrever os seus primeiros poemas, com um registo romântico e simbólico.
António Vicente formou-se em Ciências da Educação, pela Universidade de Lisboa. Posteriormente, integrou uma especialização na gestão do ensino superior.
Na cidade de Lisboa estabeleceu uma relação com a arte da escrita, através da leitura e escrita de poemas. Desde então, tem prestado o seu contributo no desenvolvimento do pensamento poético através da colaboração em tertúlias, recitais e antologias de poesia. “A lenta descida pela noite dos teus lábios” foi a primeira obra literária da sua autoria a ser publicada.
O título da sua primeira obra apresenta uma "profundidade poética" e para simbolizar o ano do seu nascimento, a obra reúne 88 poemas, assinalando diversas fases da sua vida. Em 2023, publicou a sua segunda obra que resulta de "interrogações sobre o auto-conhecimento" e do "combate contra a futilidade". As suas duas obras publicadas venderam mais de centenas de cópias.
As suas publicações demonstram a forma como o autor perceciona o mundo e descrevem a relação com várias pessoas que marcaram a sua vida.
Esteve presente na 91ª edição da Feira do Livro de Lisboa, com a editora Cordel D' Prata e com o apoio do Município de Alcobaça, conseguiu estar presente no 7º Festival Literário "Books&Movies", onde aconteceu o lançamento oficial da sua obra. Durante o seu percurso, teve a oportunidade de representar a Língua Portuguesa e a poesia, internacionalmente, na 5ª Edição do Festival Literário de São Tomé.
Em 2022, António Vicente foi o vencedor da distinção “Melhor obra de 2022”, atribuída pela editora Cordel D' Prata, na Gala dos Autores. O autor recebeu a mais alta distinção desta editora e foi o escolhido entre 400 novos autores. Foi com o seu primeiro livro de poesia, “A lenta descida pela noite dos teus lábios” que conseguiu obter esta distinção. Ao longo do seu percurso literário, foi destacado por diversos jornais nacionais.

## Obras Publicadas
- A Lenta Descida pela Noite dos Teus Lábios (Cordel D' Prata, 2021)
- O Lavor da Mão Que Me Acaricia o Rosto (Cordel D' Prata, 2023)

## Prémio
Prémio Melhor Obra, em 2022, para a obra "A lenta descida pela noite dos teus lábios"